# 大頭腹肢鮃
大頭腹肢鮃（學名：Etropus ectenes）為輻鰭魚綱鰈形目鰈亞目牙鮃科的其中一種，為熱帶海水魚，分布於東太平洋哥倫比亞至秘魯海域及半鹹水域，體長可達20公分，棲息在沙泥底質淺水域、河口區，生活習性不明，可作為食用魚。